# Stå upp, o Sion, och lovsjung
Stå upp, o Sion, och lovsjung är en trettondagspsalm med text av Johan Olof Wallin från 1819 och bearbetning av Britt G. Hallqvist 1980.
Melodin är en medeltida julvisa, 1533.
|  |
|  |

## Publicerad som
- Nr 68 i 1819 års psalmbok med titelraden "Statt upp, o Sion, och lovsjung", under rubriken "Jesu kärleksfulla uppenbarelse i mänskligheten: Ledstjärnan till Betlehem (trettondedagspsalmer)".
- Nr 175 i Sionstoner 1935 med titelraden "Statt upp, o Sion, och lovsjung", under rubriken "Trettondedagen".
- Nr 68 i 1937 års psalmbok med titelraden "Statt upp, o Sion, och lovsjung", under rubriken "Trettondedag Jul".
- Nr 131 i 1986 års psalmbok, 1986 års Cecilia-psalmbok, Psalmer och Sånger 1987, Segertoner 1988 och Frälsningsarméns sångbok 1990 under rubriken "Trettondedag jul".
- Nr 145 i Lova Herren 1987 under rubriken "Trettondedag jul".